# Колпаково (Алтайский край)
Колпаково — село в Топчихинском районе Алтайского края. Входит в состав Победимского сельсовета.

## История
В 1928 году состояло из 381 хозяйства, основное население — русские. В административном отношении являлось центром Колпаковского сельсовета Чистюньского района Барнаульского округа Сибирского края.

## Население
| 1926 | 1997 | 1998 | 1999 | 2000 | 2001 |
| ---- | ---- | ---- | ---- | ---- | ---- |
| 1943 | ↘240 | ↗242 | ↘227 | ↗240 | ↘223 |
| 2002 | 2003 | 2004 | 2005 | 2006 | 2007 |
| ↗227 | ↗240 | ↘197 | ↗238 | ↘229 | ↘225 |
| 2008 | 2009 | 2010 | 2011 | 2012 | 2013 |
| ↘216 | ↘201 | ↘195 | ↗198 | ↘196 | ↘178 |

Национальный состав
Согласно результатам переписи 2002 года, в национальной структуре населения русские составляли 94 %.